# Bayu Ayele
Bayu Ayele est un boxeur éthiopien né le 4 avril 1949 à Addis-Abeba.

## Carrière
Bayu Ayele obtient la médaille de bronze dans la catégorie des poids légers aux championnats d'Afrique de Lusaka en 1968. Aux Jeux olympiques d'été de 1968 à Mexico, il est éliminé au deuxième tour dans la catégorie des poids légers par le Bulgare Stoyan Pilichev (en).